# Reacción de Wagner-Jauregg
La reacción de Wagner-Jauregg es una reacción orgánica ,que toma el nombre de Theodor Wagner-Jauregg, quien describió la doble reacción de Diels-Alder de 2 equivalentes de anhídrido maleico con un 1,1-diariletileno. Después de la aromatización de los bis-aductos, el producto de reacción final es un compuesto de naftalina con un sustituyente fenilo.
La reacción es inusual en que el anhídrido reacciona con el anillo aromático. La presencia del grupo alfa-fenil activa el grupo estirilo para una reacción de Diels-Alder, incluso a expensas de su aromaticidad. El estireno desactivado reacciona en lugar del alqueno y conserva la aromaticidad, dando lugar a un copolímero de anhídrido maleico de estireno.
En una fase de adaptación, el rearomatization primero se consigue usando altas temperaturas y azufre elemental, seguido por una segunda rearomatización por descarboxilación con hidróxido de bario y cobre: